# テイラー・ハーン
テイラー・リン・ハーン（Taylor Lynn Hearn, 1994年8月30日 - ）は、アメリカ合衆国テキサス州ロックウォール郡ロイズシティ出身のプロ野球選手（投手）。左投左打。広島東洋カープ所属。

## 経歴

### プロ入り前
2012年のMLBドラフト22巡目（全体676位）でピッツバーグ・パイレーツから指名されたが、この時は契約せずにサンジャッキント大学へ進学した。
2013年はMLBドラフト36巡目（全体1095位）でシンシナティ・レッズから指名されたが、この時も契約せず。
2014年はMLBドラフト25巡目（全体740位）ではミネソタ・ツインズから指名されたが、この時も契約せず。

### プロ入りとナショナルズ傘下時代
2015年のMLBドラフト5巡目（全体164位）でワシントン・ナショナルズから指名され、プロ入り。契約後、傘下のルーキー級ガルフ・コーストリーグ・ナショナルズでプロデビュー。A-級オーバーン・ダブルデイズでもプレーし、2球団合計で12試合（先発11試合）に登板して1勝5敗、防御率3.56、45奪三振を記録した。
2016年はルーキー級ガルフ・コーストリーグ・ナショナルズとA級ヘイガーズタウン・サンズでプレーした。

### パイレーツ傘下時代
2016年7月30日にマーク・マランソンとのトレードで、フェリペ・リベロと共にパイレーツへ移籍した。移籍後は傘下のA級ウェストバージニア・パワーへ配属され、移籍前を含めた3球団合計で18試合（先発7試合）に登板して2勝1敗、防御率2.44、75奪三振を記録した。

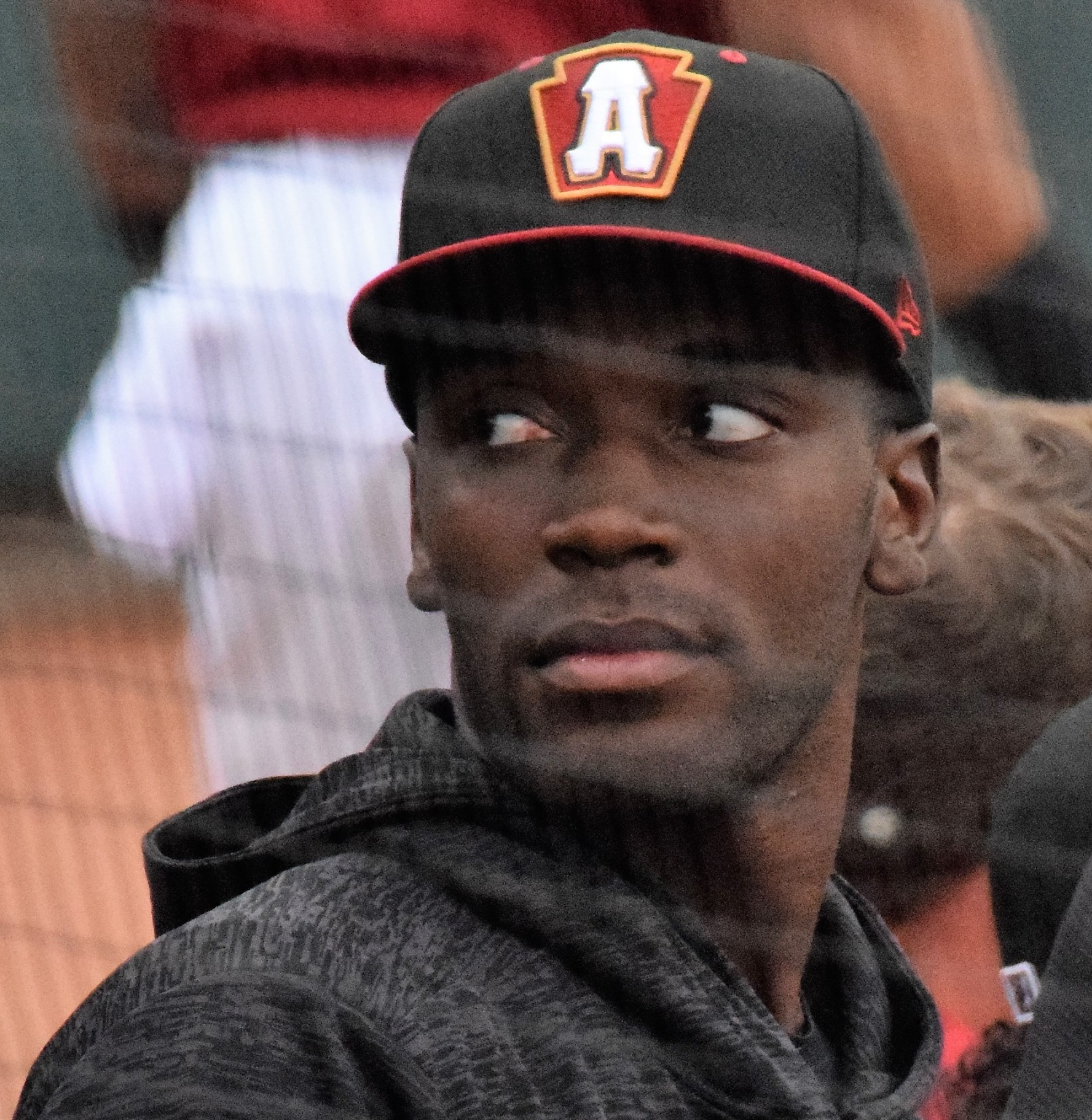
AA級アルトゥーナ時代
（2018年5月5日）

2017年はルーキー級ガルフ・コーストリーグ・ パイレーツとA+級ブレイデントン・マローダーズでプレーし、19試合（先発18試合）に登板して4勝6敗、防御率4.03、109奪三振を記録した。オフにはアリゾナ・フォールリーグに参加し、グレンデール・デザートドッグスに所属した。
2018年はAA級アルトゥーナ・カーブでプレーした。

### レンジャーズ時代

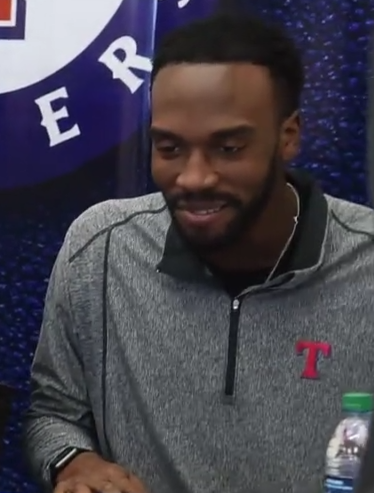
レンジャーズ時代
（2019年1月28日）

2018年7月31日にキーオン・ケラとのトレードで、後日発表選手と共にテキサス・レンジャーズへ移籍した。移籍後は傘下のAA級フリスコ・ラフライダーズへ配属され、移籍前を含めた2球団合計で24試合に先発登板して4勝8敗、防御率3.49、140奪三振を記録した。オフの11月20日にメジャー契約を結んで40人枠入りした。
2019年は開幕をAAA級ナッシュビル・サウンズで迎え、4月25日にメジャー初昇格を果たした。同日のシアトル・マリナーズ戦でメジャーデビューも、1回持たず5失点で降板して敗戦投手となった。直後に左肘を痛めて故障者リスト入り（その後、骨折と診断される）した以降はシーズンを棒に振り、この年メジャーでは上記の1試合のみの登板だった。

### ブレーブス時代
2023年7月24日に金銭とのトレードで、アトランタ・ブレーブスへ移籍した。

### ロイヤルズ時代
2023年7月30日にニッキー・ロペスとのトレードで、カンザスシティ・ロイヤルズへ移籍した。

### 広島時代
2023年12月4日、広島東洋カープと契約したことが発表された。契約金30万ドル（約4400万円）、年俸60万ドル（約8800万円）＋出来高払いで、背番号は68。
2024年は調整が遅れていたが、二軍で10試合連続無失点で防御率0.00という成績を残し、5月26日に出場選手登録。5月29日のセ・パ交流戦対オリックス戦（マツダスタジアム）に来日初登板し、三者凡退（2奪三振）に抑えた。6月14日の対楽天戦（宮城）にて来日初セーブ。6月22日にNPB感染症特例により登録抹消されるも7月に復帰、その後初登板から16試合連続無失点を記録したが、8月4日の対中日戦（マツダ）8回二死三塁の場面で適時打を喫し、来日初失点。9月13日に妻の出産に立ち会うため一時帰国し、出場選手登録を抹消された。19日にチームに戻り、翌日には練習を再開した。同年は35試合に登板し、0勝1敗17ホールド2セーブ、防御率1.29を記録。11月8日、契約を更新することが発表された。

## 投球スタイル
身長198cmの長身からNPBでの最速158km/hの速球にツーシームやスライダー、スプリットを投げる。
MLB時代は大谷翔平と相性が良く、2年間の対戦成績で計12打数2安打1打点5奪三振、1四球、被打率.167に抑えていた。

## 詳細情報

### 年度別投手成績
| 年 度    | 球 団    | 登 板 | 先 発 | 完 投 | 完 封 | 無 四 球 | 勝 利 | 敗 戦 | セ 丨 ブ | ホ 丨 ル ド | 勝 率 | 打 者 | 投 球 回 | 被 安 打 | 被 本 塁 打 | 与 四 球 | 敬 遠 | 与 死 球 | 奪 三 振 | 暴 投 | ボ 丨 ク | 失 点 | 自 責 点 | 防 御 率 | W H I P |
| -------- | -------- | ----- | ----- | ----- | ----- | -------- | ----- | ----- | -------- | ----------- | ----- | ----- | -------- | -------- | ----------- | -------- | ----- | -------- | -------- | ----- | -------- | ----- | -------- | -------- | ------- |
| 2019     | TEX      | 1     | 1     | 0     | 0     | 0        | 0     | 1     | 0        | 0           | .000  | 8     | 0.1      | 3        | 0           | 4        | 0     | 0        | 0        | 0     | 0        | 5     | 4        | 108.00   | 21.00   |
| 2020     | TEX      | 14    | 0     | 0     | 0     | 0        | 0     | 0     | 0        | 1           | ----  | 76    | 17.1     | 13       | 2           | 11       | 0     | 1        | 23       | 2     | 0        | 8     | 7        | 3.63     | 1.38    |
| 2021     | TEX      | 42    | 11    | 0     | 0     | 0        | 6     | 6     | 0        | 1           | .500  | 441   | 104.1    | 96       | 17          | 42       | 1     | 3        | 92       | 6     | 0        | 58    | 54       | 4.66     | 1.32    |
| 2022     | TEX      | 31    | 13    | 0     | 0     | 0        | 6     | 8     | 1        | 2           | .429  | 449   | 100.0    | 107      | 11          | 43       | 0     | 3        | 97       | 3     | 0        | 60    | 57       | 5.13     | 1.50    |
| 2023     | TEX      | 4     | 0     | 0     | 0     | 0        | 0     | 0     | 0        | 0           | ----  | 34    | 7.0      | 9        | 1           | 4        | 0     | 0        | 7        | 0     | 0        | 8     | 8        | 10.29    | 1.86    |
| 2023     | ATL      | 1     | 0     | 0     | 0     | 0        | 0     | 0     | 0        | 0           | ----  | 5     | 0.1      | 2        | 1           | 2        | 0     | 0        | 0        | 1     | 0        | 4     | 4        | 108.00   | 12.00   |
| 2023     | KC       | 8     | 0     | 0     | 0     | 0        | 0     | 0     | 0        | 1           | ----  | 37    | 7.2      | 12       | 2           | 2        | 0     | 0        | 8        | 0     | 0        | 7     | 7        | 8.22     | 1.83    |
| '23計    | KC       | 13    | 0     | 0     | 0     | 0        | 0     | 0     | 0        | 1           | ----  | 76    | 15.0     | 23       | 4           | 8        | 0     | 0        | 15       | 1     | 0        | 19    | 19       | 11.40    | 2.07    |
| 2024     | 広島     | 35    | 0     | 0     | 0     | 0        | 0     | 1     | 2        | 17          | .000  | 129   | 35.0     | 18       | 1           | 7        | 0     | 0        | 26       | 0     | 0        | 5     | 5        | 1.29     | 0.71    |
| MLB：5年 | MLB：5年 | 101   | 25    | 0     | 0     | 0        | 12    | 15    | 1        | 5           | .444  | 1050  | 237.0    | 242      | 31          | 108      | 1     | 7        | 227      | 12    | 0        | 150   | 141      | 5.35     | 1.48    |
| NPB：1年 | NPB：1年 | 35    | 0     | 0     | 0     | 0        | 0     | 1     | 2        | 17          | .000  | 129   | 35.0     | 18       | 1           | 7        | 0     | 0        | 26       | 0     | 0        | 5     | 5        | 1.29     | 0.71    |

- 2024年度シーズン終了時

### 年度別守備成績
| 年 度 | 球 団 | 投手（P） | 投手（P） | 投手（P） | 投手（P） | 投手（P） | 投手（P） |
| 年 度 | 球 団 | 試 合     | 刺 殺     | 補 殺     | 失 策     | 併 殺     | 守 備 率  |
| ----- | ----- | --------- | --------- | --------- | --------- | --------- | --------- |
| 2019  | TEX   | 1         | 0         | 0         | 0         | 0         | ----      |
| 2020  | TEX   | 14        | 0         | 0         | 0         | 0         | ----      |
| 2021  | TEX   | 42        | 1         | 7         | 1         | 0         | .889      |
| 2022  | TEX   | 31        | 2         | 3         | 2         | 0         | .714      |
| 2023  | TEX   | 4         | 1         | 0         | 0         | 0         | 1.000     |
| 2023  | ATL   | 1         | 0         | 0         | 0         | 0         | ----      |
| 2023  | KC    | 8         | 0         | 1         | 0         | 0         | 1.000     |
| '23計 | KC    | 13        | 1         | 1         | 0         | 0         | 1.000     |
| 2024  | 広島  | 35        | 2         | 3         | 1         | 0         | .833      |
| MLB   | MLB   | 101       | 4         | 11        | 3         | 0         | .833      |
| NPB   | NPB   | 35        | 2         | 3         | 1         | 0         | .833      |

- 2024年度シーズン終了時

### 記録

#### NPB
初記録
投手記録
- 初登板：2024年5月29日、対オリックス・バファローズ2回戦（MAZDA Zoom-Zoom スタジアム広島）、8回表に2番手で救援登板、1回無失点
- 初奪三振：同上、8回表に横山聖哉から見逃し三振
- 初セーブ：2024年6月14日、対東北楽天ゴールデンイーグルス1回戦（楽天モバイルパーク宮城）、11回裏に6番手で救援登板・完了、1回無失点
- 初ホールド：2024年6月15日、対東北楽天ゴールデンイーグルス2回戦（楽天モバイルパーク宮城）、7回裏に2番手で救援登板、1回無失点
- 初勝利：2025年5月16日、対阪神タイガース7回戦（阪神甲子園球場）、8回裏に2番手で救援登板、1回無失点

### 背番号
- 63（2019年）
- 52（2020年 - 2023年）
- 68（2024年 - ）